# Kelurahan Bugih
Kelurahan Bugih är en administrativ by i Indonesien.   Den ligger i provinsen Jawa Timur, i den västra delen av landet, 700 km öster om huvudstaden Jakarta. Kelurahan Bugih ligger på ön Madura.